# کاسسا د لا سلبا
کاسسا د لا سلبا (به اسپانیایی: Cassà de la Selva) یک شهرستان در اسپانیا است که در خرنا واقع شده‌است.

## خصوصیات
کاسسا د لا سلبا ۴۵٫۱۶ کیلومترمربع مساحت و ۸٬۹۶۹ نفر جمعیت دارد و ۱۳۷ متر بالاتر از سطح دریا واقع شده‌است.